# Chiết áp số
Chiết áp số hay chiết áp kỹ thuật số, digipot là linh kiện điện tử được điều khiển kỹ thuật số để mô phỏng các chức năng tương tự của chiết áp .
Chiết áp số thường được sử dụng trong vi điều khiển để điều khiển tinh chỉnh hoặc nhân rộng các tín hiệu tương tự được xử lý.
Một chiết áp kỹ thuật số được xây dựng từ một mạch tích hợp dãy thang điện trở hoặc một mạch chuyển đổi số ra tương tự DAC, trong đó loại dùng thang điện trở là phổ biến hơn. Mỗi bước trên dãy thang điện trở có công tắc riêng có thể kết nối bước này với ngõ ra của chiết áp. Bước được chọn trên thang xác định tỷ lệ kháng của chiết áp kỹ thuật số. Số lượng các bước thường được biểu thị bằng một giá trị bit, ví dụ 8 bit cho 256 bước. Hiện có chế tạo với độ phân giải từ 5 đến 10 bit (32 đến 1024 bước), trong đó loại 8 bit là phổ biến nhất .
Một chiết áp kỹ thuật số sử dụng các giao thức kỹ thuật số như I²C hoặc Bus giao diện ngoại vi nối tiếp để báo hiệu; một số sử dụng các giao thức lên/xuống đơn giản hơn. Một số ứng dụng điển hình của chiết áp kỹ thuật số là trong các mạch yêu cầu điều khiển độ khuếch đại chính xác cho bộ khuếch đại (như khuếch đại đo lường), cân bằng âm thanh tín hiệu nhỏ và điều chỉnh bù.
Hầu hết các chiết áp kỹ thuật số chỉ sử dụng bộ nhớ linh động, có nghĩa là khi tắt nguồn nuôi thì chúng quên vị trí của chúng, và khi bật nguồn thì thường đặt ở một giá trị mặc định, thường là giá trị trung điểm của chúng. Một số trường hợp thì vị trí cuối cùng của digipot có thể được vi điều khiển lưu trữ, hoặc ở FPGA (Field-programmable gate array) mà chúng giao tiếp. Một số digipot khác có chứa bộ nhớ cố định thì sẽ lưu trữ giá trị khi chúng bị tắt nguồn, và hiện lại trị đó khi được cấp nguồn trở lại.